# 金禎鎬
金禎鎬（：／ Kim Jeong-ho，1960年7月11日—），大韓民國自由派政治人物，第20到21屆國會議員。